# Яшкувка
Яшкувка (пол. Jaszkówka) — село в Польщі, у гміні Клодзко Клодзького повіту Нижньосілезького воєводства.
Населення — 96 осіб (2011).

## Демографія
Демографічна структура станом на 31 березня 2011 року:
|          | Загалом | Допрацездатний вік | Працездатний вік | Постпрацездатний вік |
| -------- | ------- | ------------------ | ---------------- | -------------------- |
| Чоловіки | 47      | 8                  | 34               | 5                    |
| Жінки    | 49      | 8                  | 27               | 14                   |
| Разом    | 96      | 16                 | 61               | 19                   |